# Nebulosidade

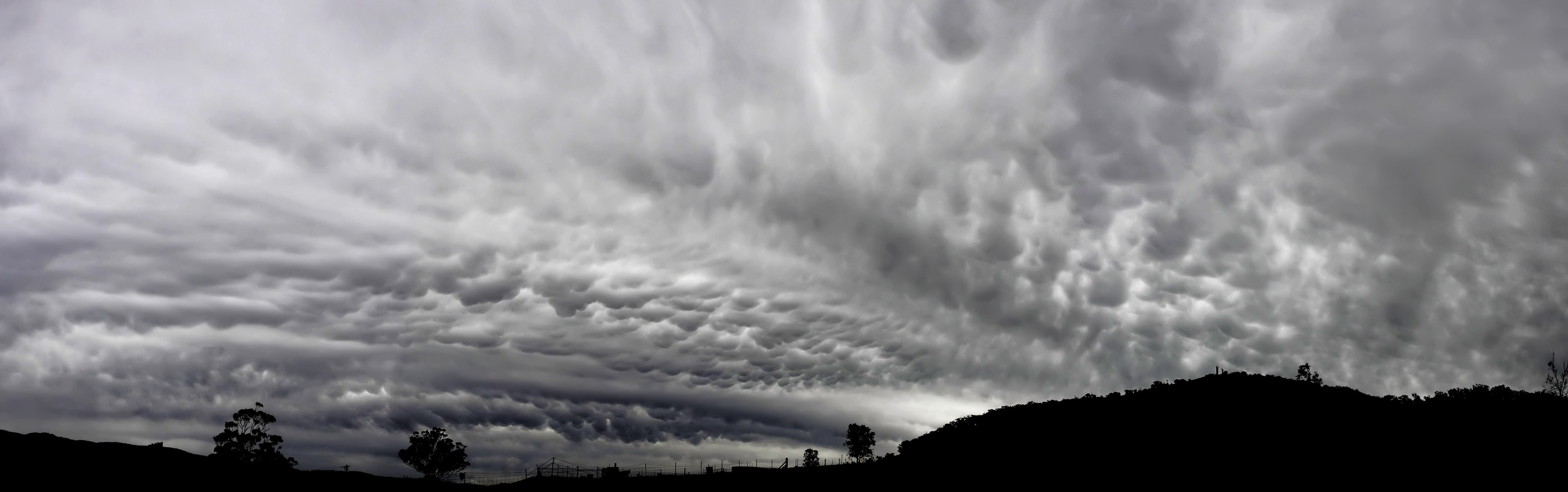
Céu encoberto por Cirrocumulus com mammatus na Austrália

Escala de nebulosidade medida em octas e o respectivo símbolo meteorológico.

Nebulosidade refere-se a fração do céu coberta pelas nuvens quando observado de uma localização em particular. Segundo as normas meteorológicas atuais, o céu é dividido em octas (ou décimas, dependendo da região). De acordo com o número de octas com cobertura total de nuvens, a nebulosidade pode ser dividida em:
- Céu limpo ou ensolarado, quando o céu não apresenta nenhum vestígio de nuvens (não há nenhuma octa encoberta).
- Céu quase limpo, quando pelo menos uma octa esta encoberta;
- Céu pouco nublado, quando há pelo menos duas octas encobertas;
- Céu parcialmente nublado, quando há pelo menos quatro octas encobertas ou aproximadamente metade do céu está encoberto pelas nuvens;
- Céu quase nublado, quando há no mínimo seis octas encobertas e
- Céu nublado, quando as oito octas do céu estão totalmente encobertos pelas nuvens.